# 伍爾西 (喬治亞州)
伍爾西（英語：Woolsey）是一個位於美國喬治亞州費耶特縣的城鎮。

## 地理
伍爾西的座標為33°21′48″N 84°24′29″W / 33.36333°N 84.40806°W，而該地的平均海拔高度為255米（即837英尺）。

## 人口
根據2010年美國人口普查的數據，伍爾西的面積為2.18平方千米，當中陸地面積為2.12平方千米，而水域面積為0.06平方千米。當地共有人口158人，而人口密度為每平方千米72人。